# لوئیس پرندس
لوئیس پرندس استرادا (انگلیسی: Luis Prendes Estrada؛ ۲۲ اوت ۱۹۱۳ – ۲۷ اکتبر ۱۹۹۸) هنرپیشه‌ای اسپانیایی و از مشهورترین ستاره‌های سینمای اسپانیا طی دهه‌های ۱۹۴۰ و ۱۹۵۰ بود.